# Njord
Njord ili Njordr (staronorveški Njörðr) je bog iz skupine Vana. Zaštitnik je mora, plovidbe, mornara i oluja u nordijskoj mitologiji. Njegov otac je Yngvi, a supruga mu je Skadi, a kažu i da je Friggin polubrat. S asvojom neimenovanom sestrom ima božicu Freyju i boga Freya. 
Kada je došao Asima, oženio se kćerkom diva Tjazija koja se zvala Skadi no nisu živjeli zajedno jer on nije volio brda, a ona nije voljela more.
Njordova imena: Njörðr, Njord, Njordr, Niord, Niordr, Njörd i Njördr.